# Paretz
Paretz è una frazione (Ortsteil) della città tedesca di Ketzin/Havel.